# Andreas Meurer

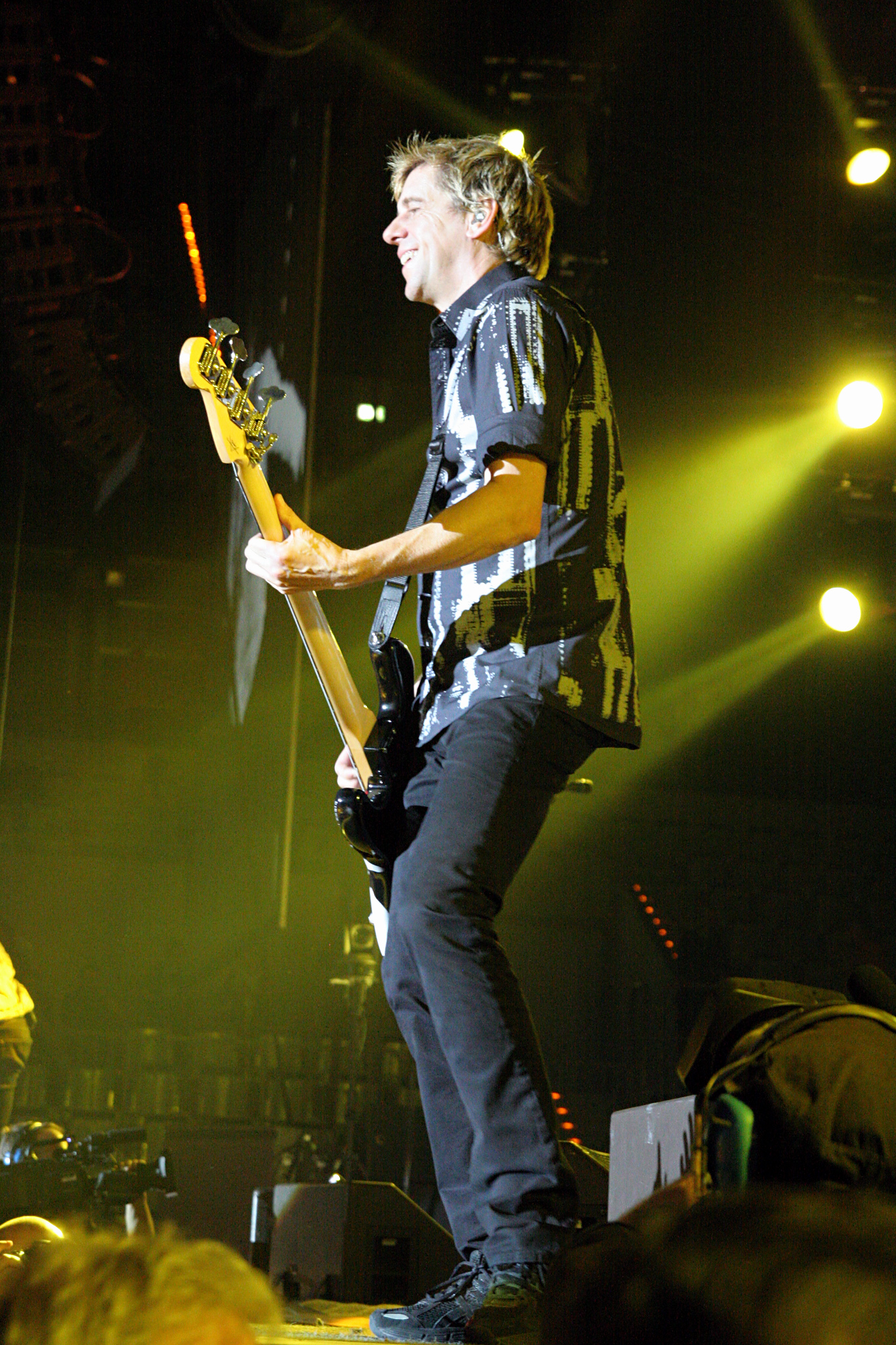
Andreas Meurer
Mannheim, 15. Dezember 2012

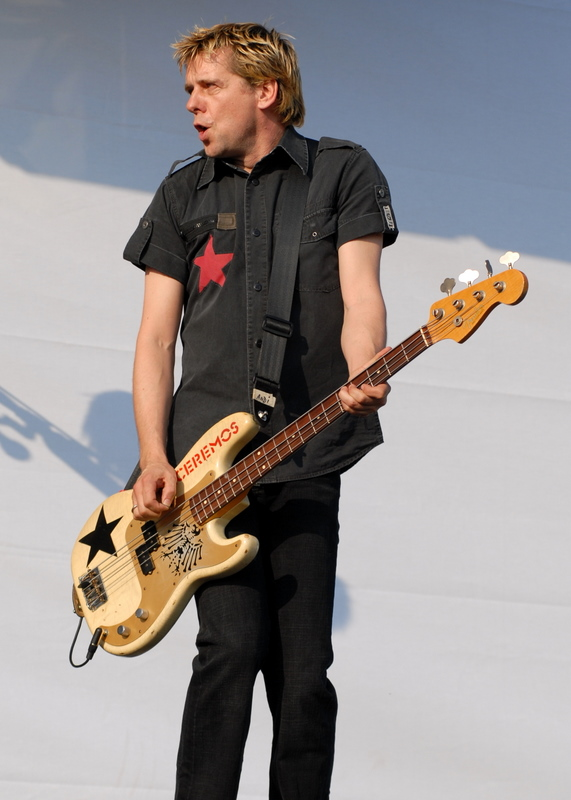
Andreas Meurer
Rostock, 7. Juni 2007

Andreas Meurer (* 24. Juli 1962 in Essen), genannt Andi,  ist ein deutscher Musiker und seit 1982 Bassist und Songwriter der Band Die Toten Hosen.

## Biografie
Andreas Meurer wuchs mit seinem älteren Bruder Joachim in Mettmann auf und besuchte dort das Konrad-Heresbach-Gymnasium, das er mit dem Abitur abschloss. Durch einen einjährigen Schüleraustausch kam Meurer in den USA mit dem Punk in Berührung. Hieraus entstanden Probleme mit seinem Vater, der ihm Hausverbot erteilte, und Meurer musste sich durch Jobs wie Plakate kleben, Prospekte verteilen oder als Roadie die Miete für seine Wohnung selbst finanzieren.
In der Zeit von 1978 bis 1982 war Meurer Roadie bei der Düsseldorfer Punkband ZK. 1982 gründete er zusammen mit Campino, Andreas von Holst, Michael Breitkopf, Trini Trimpop und Walter November die Band „Die Toten Hosen“ und spielt dort bis heute die Bassgitarre. Anfangs konnte Meurer technisch nur mit zwei Saiten seiner Bass-Gitarre sicher umgehen und wickelte die übrigen Saiten ab. Nach dem Album Ein kleines bißchen Horrorschau baute ihm ESP Guitars ein dreisaitiges Instrument, das er bis 1995 spielte.
Meurer beaufsichtigt das Merchandising der Band. Während seiner Schulzeit in den USA brachte ihm der Künstler Michael Roman die Technik des Siebdrucks bei. Die ersten „Hosen-T-Shirts“ stellte Meurer nach seinen Entwürfen noch eigenhändig im Keller seiner Eltern her. Seit langem arbeitet er, was Hemden und T-Shirts betrifft, jedoch mit der Künstlerin Susy Hertsch zusammen, die inzwischen die gesamte Bühnenkleidung der Toten Hosen entwirft und zusammen mit Andreas Meurer im Jahr 2003 das Modelabel „Misprint“ gründete.
Im September 2006 heiratete Andreas Meurer seine langjährige Freundin Carla Achenbach, die maßgeblich am Bildband Ewig währt am längsten – Die Toten Hosen in Farbe und Schwarz-Weiß. JKP, Düsseldorf 2002 beteiligt war.